# Dictyochophyceae
Dictyochophyceae är en klass encelliga alger inom gruppen heterokonter. Tillsammans med gulgrönalgerna (Xanthophyceae) är Dictyochophyceae relativt unika bland algerna i att ha amöbaliknande celler, vid sidan av mer runda former. Celler kan vara både frisimmande och fastsittande (sessila). Övergång mellan formerna kan till exempel triggas av mekaniska stimuli. Klassen innehåller både sötvattenslevande och marina alger. Vissa arter är autotrofer (till exempel Apedinella), andra är mixotrofa (till exempel Pedinella) medan ytterligare andra är heterotrofer (till exempel Ciliophrys och Pteridomonas). Totalt finns 55 medlemmar i klassen.
Ordningen Dictyocales är även känd som kiselflagellater, och är en ordning kosmopolitiska av marina alger vars betydelse är störst i kyligare hav. Dessa har ett skelett av kiselstavar utanför cytoplasman.
Generellt härstammar kloroplasterna från sekundär endosymbios (likt flertalet heterokont-alger), men kiselflagellaten Dictyocha speculum har kloroplaster som verkar härstamma från tertiär endosymbios genom att en fästalg (Haptophyta) tagits upp.
Vissa heterotrofa släkten (till exempel Pteridomonas) har rester av kloroplaster vilka förlorat förmågan till fotosyntes och blivit leukoplaster. Dessa är små, omkring 400 nm. Tidigare antogs att dessa alger ha förlorat kloroplasterna helt och hållit, en teori som nu behövts omprövas.

## Ordningar, familjer och släkten
- Ordning Pedinellales
  - Familj Pedinellaceae
    - Släkte Actinomonas
    - Släkte Apedinella
    - Släkte Ciliophrys
    - Släkte Mesopedinella
    - Släkte Parapedinella
    - Släkte Pedinella
    - Släkte Pseudopedinella
    - Släkte Pteridomonas

  - Familj Cyrtophoraceae
    - Släkte Cyrtophora
    - Släkte Palatinella

- Ordning Dictyochales - kiselflagellater
  - Familj Dictyochaceae
    - Släkte Bachmannocena
    - Släkte Dictyocha
    - Släkte Distephanus
    - Släkte Mesocena
    - Släkte Naviculopsis
    - Släkte Octactis

- Ordning Florenciellales
  -     - Släkte Florenciella
    - Släkte Pseudochattonella

- Ordning Rhizochromulinales
  - Familj Rhizochromulinaceae
    - Släkte Rhizochromulina

- Övriga släkten
  -     - Släkte Distephanopsis
    - Släkte Vallacerta
    - Släkte Variramus

Uppställningen följer Algaebase.